# Louis Philippe Joseph d’Orléans
Louis-Philippe (Lajos Fülöp) II. Joseph de Bourbon, Orléans hercege (Saint-Cloud, 1747. április 13. – Párizs, 1793. november 6.), a Bourbon-ház orléans-i ágából származó francia királyi herceg prince de sang), születésétől 1752-ig Montpensier hercege, 1752-től Chartres hercege, 1776–78 között a francia királyi hadiflotta ellentengernagya, majd a könnyűlovasság tiszteletbeli tábornoka. I. Lajos Fülöp francia király édesapja. A forradalom után Philippe Égalité polgártársként a Nemzeti Konvent képviselője, XVI. Lajos perében a király kivégzésére szavazott. A jakobinus diktatúra alatt mégis halálra ítélték és kivégezték. A régebbi magyar sajtóban és történelmi irodalomban gyakran Égalité Fülöp, Egyenlőség Fülöp néven is említik.

## Élete

### Származása
Orléans-i Lajos Fülöp József királyi herceg 1747-ben született a Saint-Cloud-i kastélyban.

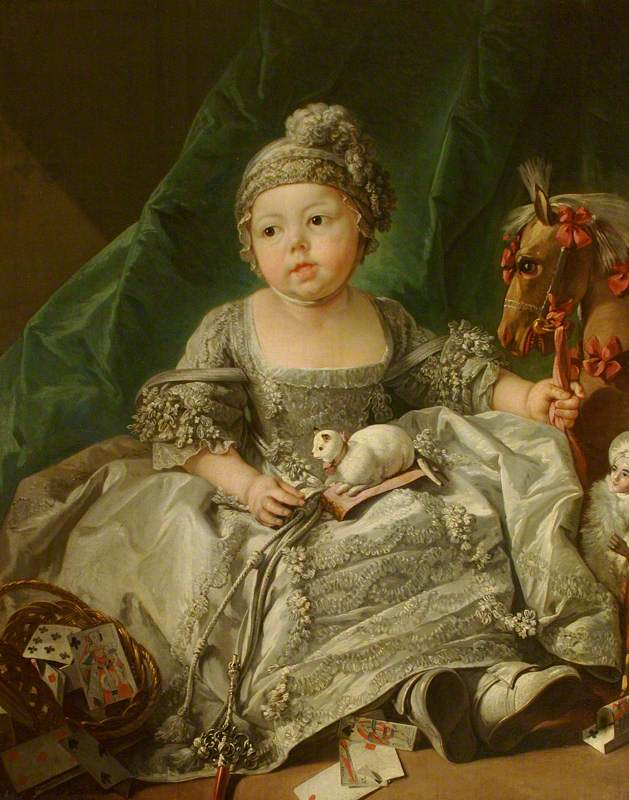
A gyermek Louis Philipppe d’Orléans (1750 körül).

Édesapja I. Orléans-i Lajos Fülöp királyi herceg (1725–1785) volt, IV. Lajos orléans-i herceg (1703–1752) és Auguste von Baden-Baden őrgrófnő (1704–1726) fia, (II.) Orléans-i Fülöp hercegnek (1674–1723), a Francia Királyság régensének (Le Régent) unokája, XIII. Lajos ükunokája.
Édesanyja Orléans-i Lajos Fülöp herceg első felesége, Louise Henriette de Bourbon hercegnő (1726–1759) volt, II. Louis Armand de Bourbon-Conti hercegnek (1695–1727) és Louise Élisabeth de Bourbon királyi hercegnőnek (1693–1775) leánya. A házasságból két élő gyermek született:
- Louis Philippe II. Joseph de Bourbon, Orléans hercege (1747–1793), a későbbi Philippe Égalité.
- Louise Marie Thérèse Bathilde d’Orléans hercegnő (1750–1822), aki 1770-ben feleségül ment Louis Henri de Bourbon–Condé királyi herceghez (1756–1830), Condé hercegéhez. A forradalom alatt Citoyenne Vérité-nek (Igazság polgártársnőnek) nevezték. Egyetlen fiát, Louis Antoine de Bourbon–Condét, Enghien utolsó hercegét Bonaparte tábornok, első konzul parancsára 1804-ben elrabolták és a vincennes-i erődben kivégezték.

Születésekor a Montpensier hercege (duc de Montpensier) címet kapta, ezt apai nagyapjának, IV. Lajos orléans-i hercegnek haláláig, 1752-ig viselte, ekkor Chartres hercegének címét (duc de Chartres) örökölte.

### Házassága, viszonyai, utódai
Apja, Louis Philippe orléans-i herceg először a szász Wettin-házból származó Mária Kinga (Kunigunda) lengyel királyi hercegnőt, III. Ágost lengyel király leányát, Mária Jozefa Karolina hercegnőnek, Lajos Ferdinánd trónörökös feleségének húgát kívánta megkérni fia számára. Mária Jozefa, a dauphine azonban meggyőzte az Orléans-házra amúgyis féltékeny apósát, XV. Lajos királyt, hogy Louis Philippe Joseph herceg túl alacsony rangú lenne az ő húgához. A király nem engedélyezte a házasságot.

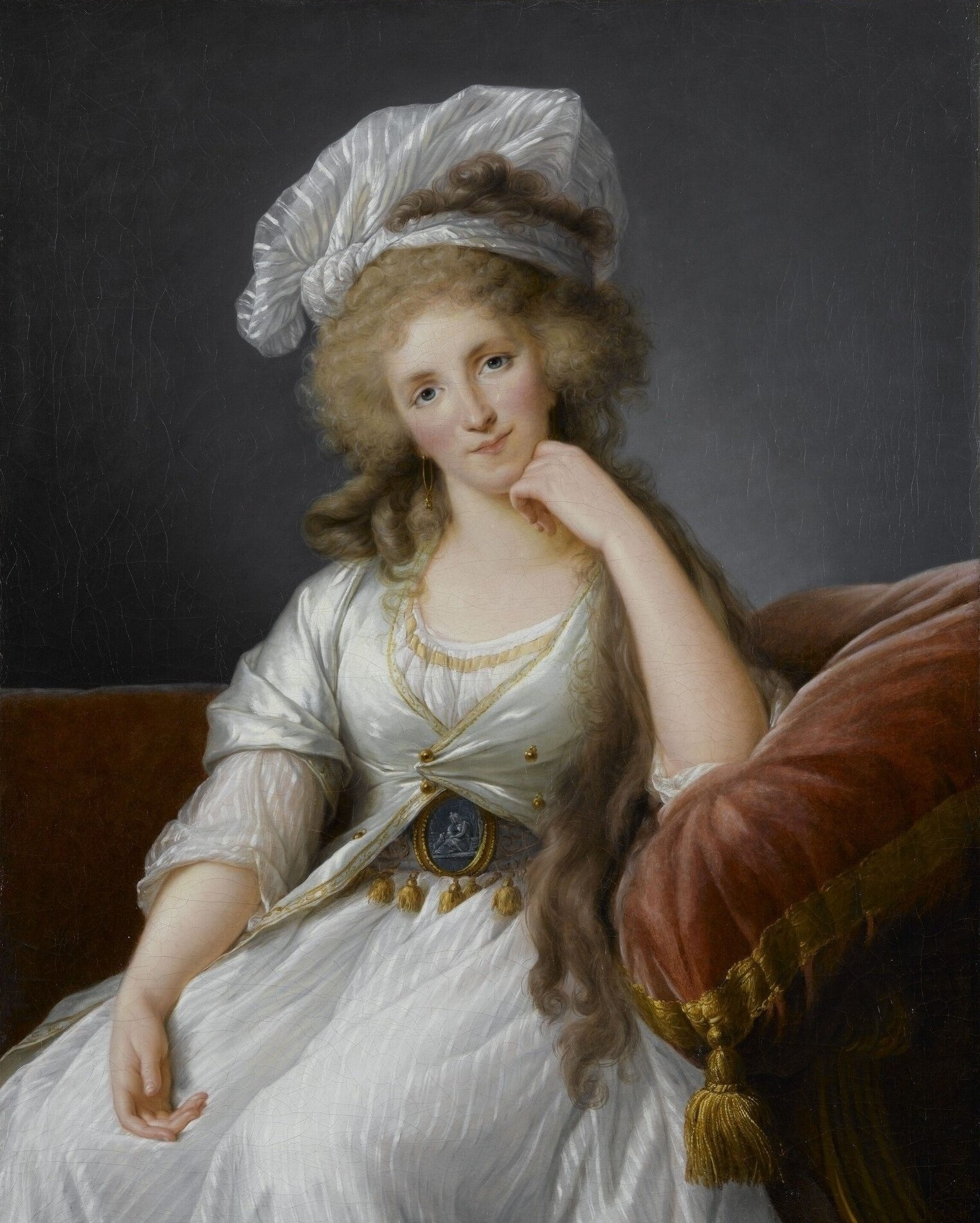
Felesége, Louise Marie Adélaïde de Bourbon hercegnő (Vigée Le Brun festménye).

Breteuil abbé, az Orléans-ház kancellárjának tárgyalásai nyomán 1769. április 5-én a 22 éves Louis Philippe Joseph herceg a versailles-i kastély kápolnájában feleségül vette Mademoiselle de Penthièvre-t azaz Louise Marie Adélaïde de Bourbon, Mademoiselle de Penthièvre hercegnőt (1753–1821), Louis Jean Marie de Bourbon hercegnek, Penthièvre hercegének (1725–1793), a francia királyi flotta tengernagyának és Estei Mária Terézia modenai hercegnőnek (1726–1754) legkisebb leányát. A menyasszony apja, Louis Jean Marie de Bourbon tengernagy Louis Alexandre de Bourbonnak, Toulouse grófjának (1678–1737), XIV. Lajos és Montespan márkinénak törvényesített fia volt. Louise Marie Adélaïde hercegnő a kor leggazdagabb örökösnője volt. Az ancien régime történetének legnagyobb összegű hozományát, 6 millió livre értékű vagyont vitt a házasságba, ebből 3 865 000 livre-t nyomban átruháztak, ez 245 000 livre évi jövedelmet biztosított. A vőlegény apja, az orléans-i herceg fizette az új házaspár lakóhelyének, a berendezésnek és a szükséges szolgáló személyzetnek költségeit, ezen felül 400 000 livre évjáradékot is biztosított számukra. A házasság Orléans-i Lajos Fülöp herceget Franciaország leggazdagabb emberévé tette.
Louis Philippe Joseph herceg és Louise Marie Adélaïde hercegnő házasságából hat gyermek született, de csak négyen érték meg a felnőttkort. Mint a francia uralkodó királyi család tagjai, valamennyien viselhették a királyi vérből való hercegi/hercegnői címet (prince/princesse du sang).
1. Egy halva született leány (*/† 1771).
2. Louis-Philippe d’Orléans (1773–1850), Chartres hercege, aki 1809-ben Mária Amália Terézia nápoly–szicíliai királyi hercegnőt vette feleségül, és 1830–1848 között I. Lajos Fülöp néven a franciák királya lett. Törvényes testvérei közül egyedül neki születtek utódai.
3. Louis Antoine Philippe d’Orléans (1775–1807), Montpensier hercege.
4. Louise Marie Adélaïde Eugénie d’Orléans (1777–1847), Chartres kisasszonya (Mademoiselle de Chartres), nem ment férjhez, bátyjának bizalmas tanácsadója maradt.
5. Françoise (1777–1782), Marie Adélaïde hercegnő ikerhúga , Orléans kisasszonya, kisgyermekként meghalt.
6. Louis Charles d’Orléans (1779–1808), Beaujolais grófja, aki 1792-től felvette az Alphonse Léodgard keresztneveket.

Louis Philippe Joseph hercegnek több, házasságon kívüli kapcsolata is volt, ezekből további gyermekei születtek:
- Pamela Brûlart de Sillery (1777–1831), akinek anyja Stéphanie Félicité du Crest de Saint-Aubin, Genlis grófné (1746–1830) volt, a kor jónevű irodalmára, Louis Philippe törvényes gyermekeinek nevelőnője, akivel a herceg az 1760-as években hosszú időn át tartó viszonyt folytatott.
- Victor Leclerc de Buffon (1792–1812), akit St.Paul lovagnak (chevalier de St.Paul) is neveztek. Anyja Marguerite Françoise Bouvier de la Mothe de Cépoy volt (1767–1808), Buffon bárónéja, a herceg „hivatalos szeretője” (maîtresse en titre), akivel a herceg az 1780-as évek elején létesített viszonyt.

A házasság révén ölébe hullott hatalmas vagyon birtokában Louis Philippe herceg úgy érezte, méltónak kell mutatkoznia nagy hatalmú elődeihez. Példaképének dédapját, a széles látókörű, művelt, de excentrikus személyiségű II. Orléans-i Fülöp herceget, XIII. Lajos unokáját, XIV. Lajos unokaöccsét tekintette, aki bevallottan ateista volt, különc viselkedése számos botrányt kavart az udvarban, ennek ellenére XIV. Lajos őt nevezte ki a Régenstanács elnökévé, XV. Lajos kiskorúsága idejére (1715–1723).
Különféle udvari intrikák eredményeképpen törvényes gyermekeinek nevelését is a szeretőjére, Genlis grófnéra bízta, aki az akkori „modern” pedagógia tételeit próbálta ki a reá bízott gyermekeken, akikben igen erős érzelmi kötődést fejlesztett ki saját személye iránt, a hercegi gyermekek jobban ragaszkodtak hozzá, mint saját édesanyjukhoz.

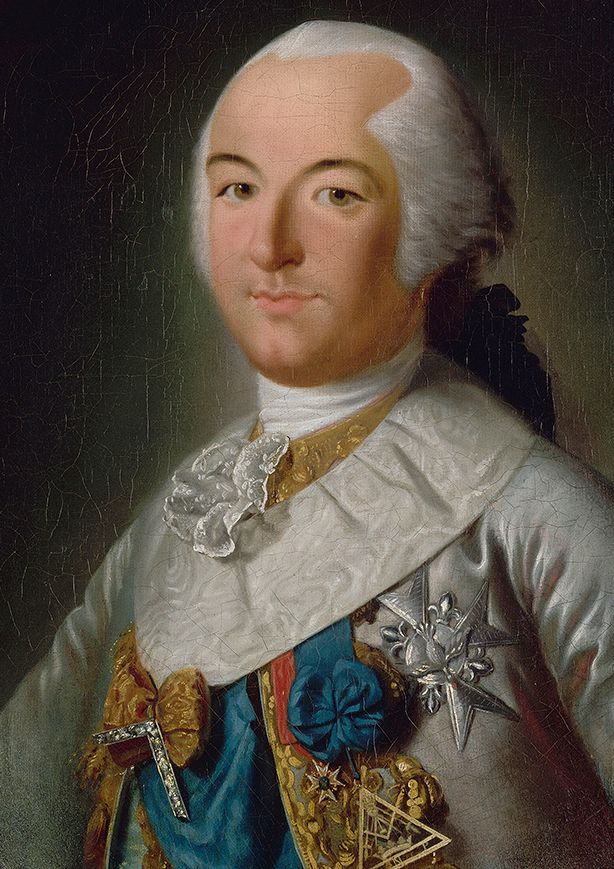
Louis Philippe herceg a francia Nagy Oriens páholy nagymesteri díszruhájában.

### Politikus, szabadkőműves és katona
Chartres hercegeként az ancien régime idején élesen ellenezte Maupeou [ejtsd mópú] kancellár (1714–1792) tervét az igazságügy egységes (királyi) rendben való átszervezésére. 1771. január 19-én Maupeou a királyi muskétások bevetésével országszerte lecserélte a királlyal együttműködni nem akaró régi magisztrátusokat. Voltaire és az enciklopédisták üdvözölték a kancellár előremutató döntését. A főnemesi párt, vele Louis Philippe Joseph herceg is szembeszállt a királyi kancellár döntésével, XV. Lajos ezért pikárdiai birtokára, Villers-Cotterêts-be (ma: Aisne megye) száműzte őt. Csatlakozott a szabadkőművesekhez, és még ugyanebben az évben megválasztották az újonnan szervezett Nagy Oriens páholy (Grand Orient de France) nagymesterévé.
Chartres hercege – még házasságának megkötésekor – ígéretet kapott apósától, Louis Jean Marie de Bourbon admirálistól, hogy őt fogja javasolni saját utódjául Franciaország nagyadmirálisának tisztségébe. Ehhez haditengerészeti pályára kellett lépnie. 1772-ben tisztjelöltként (garde-marine) lépett szolgálatba az Alexandre vitorláson.
XV. Lajos király 1774 májusában bekövetkezett halála Maupeou bukásához, a főnemesi párt győzelméhez, a helyi nemesi és városi bíróságok (parlamentek) helyreállításához vezetett . XVI. Lajos trónra lépésekor Chartres hercege visszatérhetett az udvarba, de mindenütt éreznie kellett a gyanakvást és elutasítást. Nagyon gazdag ember volt, nem sokat adott az udvari etikettre, sem a ceremoniális előírásokra. Sziporkázó szellemű, nagy adomázó lévén, könnyedén került a társaság középpontjába. Marie Antoinette királyné irigyelte, de gyűlölte is népszerűségéért és léha életviteléért. Louis Philippe herceg rátarti megvetéssel viszonozta a királyné haragját.
Louis Philippe Joseph herceg az amerikai függetlenségi háború során hajójával 1775-ben és 1776-ban két tengeri hadjáratban is részt vett. A tengeri haderők altábornagyává, azaz altengernaggyá nevezték ki (lieutenant général des armées navales). 1778-ban, amikor Nagy-Britanniával ismét kiújultak az ellenségeskedések, d’Orvilliers admirális flottájához osztották be. Július 27-én részt vett az ouessant-i tengeri ütközetben, a brit flotta ellen. Az ütközet során d’Orvilliers a támadó hajóraj élére vezényelte Chartres herceg hajóját. Maga a herceg bátran viselkedett, de közben a hajó parancsnoka hibás manővert hajtott végre, lehetővé téve a brit hajók elmenekülését. Az Admiralitás vizsgálata során kiderült, hogy a kapitány a hajóján tartózkodó királyi herceg életét féltve késlekedett a támadással. A hercegről Párizs-szerte gúnyiratok és gúnydalok jelentek meg. Az ütközet után Chartres hercegét – Marie Antoinette királyné követelésére – elbocsátották a királyi hadiflottától, és vezérezredesi rangban a könnyűlovasság tiszteletbeli tábornokává nevezték ki (Colonel-Général des Hussards). 1780-ban kérelmezte, hogy csatlakozhassék Rochambeau tábornokhoz, aki expedíciós hadsereggel indult Washington tábornok támogatására, de a király megtagadta kérését.

### Az „ingatlanspekuláns”
Az amerikai függetlenségi háború lezárultával Chartres hercege többször utazott Londonba diplomáciai megbízatással. Barátságot kötött György walesi herceggel, a későbbi IV. György angol királlyal. Nagy hatást tettek rá az angliai liberális eszmék. Behozta Párizsba az „anglomániát”, meghonosította a zsokés lóversenyzést.
Anyagi helyzete az 1780-as évektől kezdve azonban fokozatosan gyengült. Fényűző udvartartásának költségei felemésztették jövedelmeinek legnagyobb részét. Kapcsolatba került Nathaniel Parker-Forth-tal, III. György brit király személyes megbízottjával, aki elkísérte angliai utazásaira. Az ő közbenjárására a herceg befektetési céllal két palotát is vásárolhatott Londonban. 1781-ben Párizsban is nagy ingatlan-vállalkozásba kezdett. Apjától már korábban megkapta a Orléans család párizsi lakóhelyének, a Palais-Royalnak tulajdonjogát. A palota 1781-ben leégett színházi szárnya helyén Chartres hercege felépíttette a mai Comédie-Française épületét, valamint a palotakertet máig körülvevő egységes épületsort, amelynek fölszintjén árkádos üzletek, fölötte lakások találhatók. Az épületegyüttes körüli utcák a herceg saját gyermekeinek, Valois, Montpensier és Beaujolais grófjainak nevét kapták. A Palais-Royal parkját, amely eddig nyitva állt a köznép előtt, most ismét bezáratta, emiatt sok kritikát kapott. Szatirikus dalokat és gúnyverseket írtak róla.
Az ingatlanok értékesítése és bérbeadása akadozott, az építkezés finanszírozásához a hercegnek 4 millió livre kölcsönt kellett felvennie. Az árkádosítás több szomszéd palota jómódú tulajdonosától elgátolta korábbi kilátását a Palais-Royal kertjére, emiatt pereket akasztottak a herceg nyakába. Üzleti vállalkozása a királyi udvarban is gúny tárgyává vált. Párizsban szájról szájra szállt egy mondás, amit XVI. Lajosnak tulajdonítottak „Nahát, kedves kuzin, úgy látom, butikot nyitottál? Ezentúl már csak vasárnap találkozhatunk?”.
1785 novemberében apja, I. Lajos Fülöp herceg elhunyt. Fia, II. Lajos Fülöp felvehette Orléans hercegének címét. Az apai örökség azonban, amit 2 millió livre örökölt adósság is terhelt, csak részben fedezte a herceg adósságait. XVI. Lajos király külön engedélyével 1785 novemberében 6 millió livre kölcsönt vett fel (ez megfelelt 2 teljesen felszerelt sorhajó vagy 3 fregatt árának), ebből fedezeti alapot hozott létre, hogy biztosíthassa a védenceinek járó kegydíjakat és évjáradékokat. Hitelezőinek nyomására elzálogosította felesége hozományát. Franciaországi birtokainak egy részét eladta, hogy a pénzt a londoni Cityben előnyösen befektesse. Nagy feltűnést keltett, amikor a herceg londoni aukciós házakon eladta az Orléans-i hercegek nagy értékű festménygyűjteményét, amit még Richelieu bíboros alapított. A család számos értékes gyémántjai és ékszerei is a herceg londoni közvetítőin keresztül találtak új gazdára. (Ezeket az eladásokat még a forradalom kitörése után is folytatta). Nagy-Britanniában is felvett áthidaló kölcsönöket, Nathaniel Parker-Forth közvetítésével.
Aktívan részt vett az 1787-ben tartott országos nemesi gyűlésen, itt olyan vehemensen képviselte Angliában felvett liberális nézeteit, hogy sokan azt hihették, ő maga kívánna Franciaország alkotmányos uralkodójává válni. Ugyanezen év novemberében a király utasítására Troyes-ban megtartott törvényhozói gyűlésben (lit de justice) a herceg – Loménie de Brienne miniszter ellenében – ismét olyan szélsőségesen liberális nézeteket hangoztatott, hogy a király ismét Villers-Cotterêts-i birtokára száműzte őt.
A herceg nagyarányú gabonaspekulációs ügyletekben is részt vett, ezzel hozzájárult 1789-re kialakuló súlyos élelmiszerhiányhoz. Akarata ellenére belebonyolódott azokba a gabonafelvásárlási manőverekbe, amelyekkel ifj. William Pitt kormánya, brit bankok közvetítésével a francia nagyhatalmat kívánta gyengíteni. Amikor viszont 1789-ben Párizsban éhséglázadások törtek ki, Orléans hercege nagy mennyiségű élelmiszert és más ajándékokat hozatott a fővárosba, és azokat szétosztotta a szegények között.

### Szerepe a forradalomban
Az 1789-es rendi gyűlés összehívásakor a herceg mozgósította barátait, hogy támogassák küldötté választását. Kérésére Sieyès abbé egy kortes-pamfletet írt számára, ezt minden körzetben terjesztették. Három körzetben választották meg az első (nemesi) rend küldöttének: Párizsban, Villers-Cotterêts-ben és Crépy-en-Valois-ban. A rendi küldöttek csoportjában Louis Philippe herceg a liberális kisebbség vezéralakja lett. A június 23-i királyi meghallgatás után június 25-én Adrien Duport-ral és társaival együtt kivált a nemesi képviselőcsoportból, és átállt a Harmadik Rendhez. Július 3-án, Jean-Sylvain Bailly lemondása után megválasztották a Nemzetgyűlés elnökévé is, de már másnap ő is lemondott, helyére Jean-Georges Lefranc de Pompignan lépett.
Louis Philippe hercegnek az Alkotmányozó Nemzetgyűlésben 1789 nyarán játszott szerepe a francia forradalom történetének egyik máig vitatott fejezete. A királyné kétségtelenül gyűlölte őt. A királyi pár az udvar szégyenének tartotta az Orléans-ház királyi vérből való hercegének „árulását”. Megvádolták, hogy ő maga – és az „Orléans-ház aranyai” – állnak a népi megmozdulások hátterében, ő pénzelte volna már az április 24–28. között lezajlott Réveillon-felkelést, és a Bastille július 14-i megostromlását is. (A köztársaság hívei, hasonló logikával „William Pitt aranyát” keresték a királypártiak minden akciója mögött). Tény, hogy ő maga mindvégig alkotmány megalkotását és a kormányzás alapvető reformját követelte, Angliai tapasztalatai alapján. Az is tény, hogy saját elvbarátai (Adrien Duport, Choderlos de Laclos és mások) őt akarták Franciaország királyává tenni, természetesen saját személyes terveik érdekében.
Az angol származású Grace Dalrymple Elliott emlékiratai szerint Louis-Philippe herceg július 12-én horgászkirándulásra utazott. Július 14-én, a felkelés napján érkezett haza, nyomban a királyhoz sietett és felajánlotta szolgálatait. XVI. Lajos nyersen elutasította, és ismét azzal vádolta, hogy trónjára tör. A herceget ez annyira megdöbbentette, hogy elhatározta, az Egyesült Államokba emigrál. Szándékától csak szeretője, Marguerite Françoise Bouvier de la Mothe de Cépoy, Buffon grófnéja tudta eltéríteni, a herceg Párizsban maradt. Október 5-én amikor a tüntető párizsi asszonyok Versailles-ba vonultak, és követelték a királyi család Párizsba vitelét. La Fayette márki (1757–1834), a Nemzeti Gárda parancsnoka nem tudta megvédelmezni a tüntetőktől királyát. XVI. Lajos ismét Louis-Philippe herceget gyanúsította a zavargás szervezésével. A herceg népszerűségére féltékeny La Fayette azt javasolta a királynak, távolítsa el az országból Louis-Philippe-et. XVI. Lajos utasítására a herceg még 1789 októberében diplomáciai megbízással Angliába utazott. Az alkalmat felhasználva újabb kölcsönök felvételéről tárgyalt brit üzletfeleivel. 1790. július 7-én tért vissza. Ismét elfoglalta helyét a Nemzetgyűlésben. Híveinek, az Orléans-frakció (faction d’Orléans) tagjainak határozott követelése ellenére sem tett lépéseket a korona megszerzésére, a sokak által várt dinasztiaváltásra. A Nemzetgyűlés által elrendelt vizsgálat október 2-án őt magát (és vele Mirabeau grófot is) felmentette az 1789 októberi eseményekben való bármiféle közreműködés vádja alól.

### A „királygyilkos”
A következő években Orléans hercege igyekezett távol maradni az aktív politizálástól. A király és környezete azonban továbbra is trónkövetelőként kezelte. 1791 júniusában a királyi pár szökést kísérelt meg, de Varennes-ben elfogták, és őrizet alatt Párizsba hozták őket, a lojális Louis-Philippe még ekkor sem tett tett kísérletet, hogy királlyá, régenssé vagy a királyság főkormányzójává (Lieutenant-général du royaume) választassa magát. 1792-ben megpróbált kibékülni a királlyal, de csak súlyos sértéseket kapott. 1792-ben két fiával, Louis-Philippe-pel, Chartres hercegével és Louis-Antoine-nal, Montpensier hercegével együtt az Északi Hadsereghez (Armée du Nord) csatlakozott, de augusztus 10-én visszatért Párizsba.
A következő hónapokban aktívan segítette az üldözött királypártiakat. Sok embert segített meneküléshez, komoly személyes kockázatot is vállalva ezzel. Megmentette jóbarátjának, Champcenetz grófjának, a Tuileriák parancsnokának életét is. Tisztelete jeléül Párizs városa felruházta a Citoyen Égalité (Egyenlőség Polgártárs) melléknévvel. Beválasztották a Nemzeti Konventbe, Szajna megye képviselőjeként. Ebben a testületben sem szólalt fel, ahogy korábban a Nemzetgyűlésben sem tette. Mivel a törvény megtiltotta az örökölt földbirtok szerinti névviselést, a herceg felvette a Philippe Égalité nevet.
A király perében azonban nem tudta elkerülni a kötelező, név szerinti szavazást. Az 1793. január 15–18. közötti szavazásokon a Bourbon-ház és az Orléans-ház évszázados ellentéte a tetőpontjára jutott. Orléans-i Lajos Fülöp József, királyi vérből való francia herceg megszavazta unokafivérének, XVI. Lajos királynak halálos ítéletét.
A herceg lépése nagy megdöbbenést keltett a királyi család és az arisztokrácia körében. Louis-Philippe a Journal de Paris február 22-i számában nyílt levélben próbálta igazolni indítékait. A szabadkőművesek megfosztották a Nagy Oriens páholy nagymesteri címétől és kitaszították maguk közül.

### Bukása és kivégzése
1793 áprilisában, a neerwindeni csatavesztés után Philippe Égalité polgártárs fia, Lajos Fülöp herceg, Chartres hercege, a forradalmi hadsereg tábornoka dezertált és Ausztriába szökött parancsnokával, Dumouriez tábornokkal együtt. Philippe Égalité a Nemzeti Konventben árulónak bélyegezte tulajdon fiát, és példás megbüntetését kérte. A tábornokok szökése nyomán a girondisták április 6-án letartóztatták és börtönbe vetették az összes Bourbont, aki Franciaországban maradt, velük magát Louis-Philippe herceget és két fiát is. A párizsi Conciergerie-be zárták őket.
1793. június 2-án a jakobinusok vették át a hatalmat. Október 3-án a Forradalmi Törvényszék vádat emelt Louis-Philippe herceg ellen a girondistákkal való együttműködés és államellenes szervezkedés címén.
Felesége, Louis Marie Adélaïde de Bourbon–Penthièvre hercegnő még 1792-ben vagyonmegosztás iránti keresetet nyújtott be a bírósághoz. Előadta, hogy 6 100 000 livre hozományát és évi 50 000 livre életjáradékát férje teljes mértékben lekötötte saját adósságainak fedezeteként, feleségének csupán havi 1000 livre járadékot hagyott. A vizsgálat során kitűnt, hogy a herceg 66 698 000 livre értékű vagyonát 75 234 648 livre adósság terheli, amely mintegy 3000 hitelező között oszlik meg. A vagyonmegosztásról szóló ítélet 1793. október 8-án született meg, amikor a herceg ellen már folyt a bűnvádi eljárás.
November 6-án a bíróság halálra ítélte, és még aznap nyaktilóval kivégezték. A szemtanúk szerint kivégzésekor bátran és nyugodtan viselkedett. Az Orléans-ház vagyonának legnagyobb része ekkor már Angliában volt, a Franciaországban fellehető vagyont az állam javára elkobozták.
Két fiát 1796-ban a Direktórium szabadon bocsátotta. Mindketten fiatalon, külföldi emigrációban hunytak el: Antoine, Montpensier hercege 1807-ben Angliában 34 évesen, Louis Charles, Beaujolais grófja 1808-ban Máltán, 29 évesen halt meg. Mindkettőjüket tuberkulózis vitte el, amit a francia forradalom börtönében szereztek. Legidősebb fia, a dezertőr Lajos Fülöp herceg apja kivégzésekor megörökölte az Orléans hercege címet. Ő 1815-ben, a napóleoni háborúkat követő Bourbon-restauráció idején tért haza.

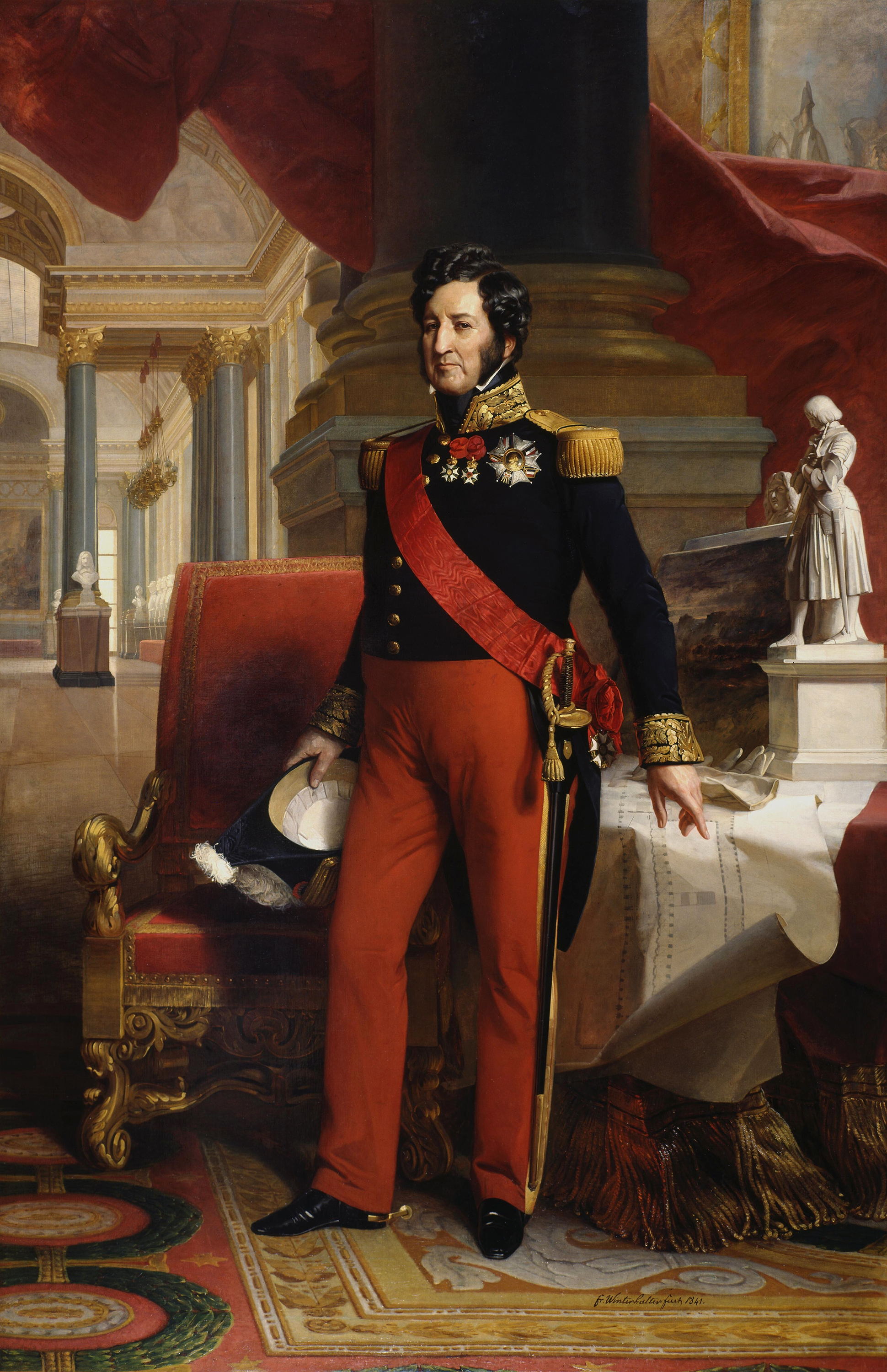
Louis-Philippe d’Orléans, a későbbi Lajos Fülöp király
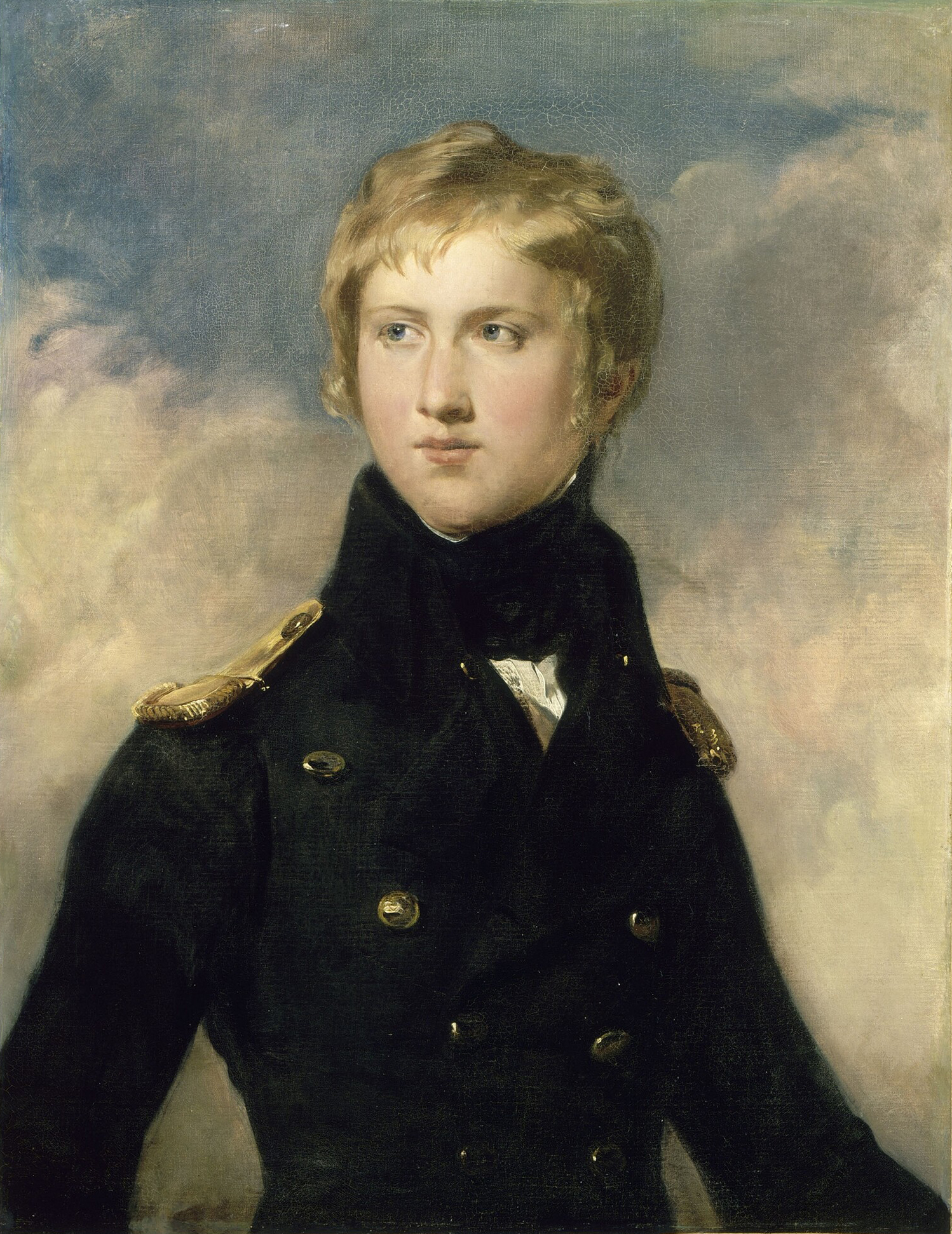
Antoine Philippe d’Orléans, Montpensier hercege
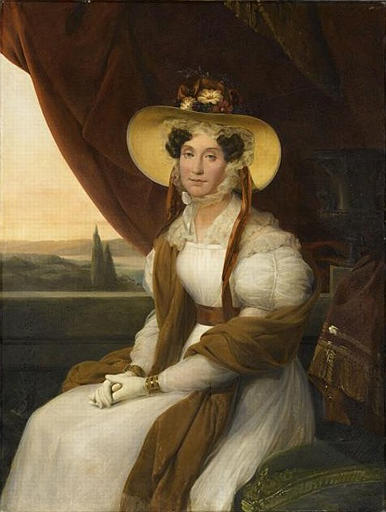
Louise Marie Adélaïde d’Orléans, Chartres kisasszonya
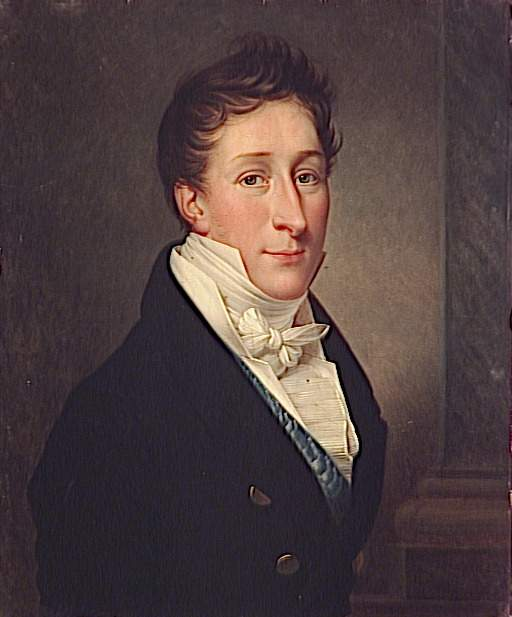
Louis-Charles d’Orléans, Beaujolais grófja

### Az Orléans-ház vagyonának sorsa
1830-ban, amikor a júliusi forradalom elűzte az utolsó Bourbon-házi királyt, X. Károlyt, helyére Lajos Fülöp herceget választották királlyá, ő lett az Orléans-házból származó első (és egyetlen) francia uralkodó. Ekkorra az Orléans-ház elkobzott vagyonának jelentős része már kézen-közön eltűnt, az Angliába mentett értékek egy részét is elsikkasztották. Lajos Fülöp király csak a vagyon kisebb hányadát tudta visszaszerezni. Az ekkor folytatott vizsgálat csak azt tudta megállapítani, hogy a sikkasztásért a Nemzeti Konvent és a Közjóléti Bizottság több tagja is felelős, köztük Bertrand Barère de Vieuzac (1755–1841) és Philippe-Antoine Merlin de Douai (1754–1838) képviselők, akik a herceg ellen folytatott per során hozzáfértek a Louis-Philippe lefoglalt bizalmas üzleti levelezéséhez. Felelősségüket név szerint is felvetették, de vádemelésre nem került sor.